# Jack Lucien
Jack Lucien  (Kettering, Inglaterra, 19 de julio de 1988) es un cantante británico, de Kettering, Reino Unido.

## Biografía
Empezó a tocar el piano cuando era muy joven y ya cuando tenía 6 años empezó a escribir sus propias canciones.
En 2003 recibió un contrato para grabar un disco con la compañía española "O Clock Music". Lanzó su canción Dance "Gone Before It Happens" en verano de 2004 y fue incluida en la compilación del "Disco Estrella 2004".
En 2006, con el nombre Lucien el cantante volvió a escena con un EP "What You Said To Me" y la canción "It's Unconditional", lanzados por "Abbey Records". La canción tuvo éxito en el mes de octubre de 2006 en muchos países en Europa Continental, especialmente en Austria donde llegó a alcanzar puestos muy altos en las listas de éxitos.
El 14 de julio de 2008 fue lanzado al mercado su primer disco New 80s Musik y fue un éxito en las listas de iTunes en Francia y España (enlace roto disponible en Internet Archive; véase el historial, la primera versión y la última).. El primer sencillo se llamó Rasputin, y salió a la venta el día 2 de junio. También podía obtenerse mediante descarga gratis a través de su myspace. Este disco, también, incluye un dúo junto a la cantante española Soraya Arnelas, que se llama Anaesthetic.
En 2009 lanzó su último álbum, Eurospectic, que incluye los sencillos Saturday y I'm Not Afraid. La última dio al cantante un gran éxito en Rusia.

## Eurovisión
El cantante fue uno de los 3 cantantes elegidos por tener la posibilidad de representar a Andorra para el festival de Eurovisión en 2009. Decidió negar la candidatura, diciendo en una entrevista en enero de 2009 que tenía que grabar su segundo álbum en Rusia y Ucrania pero estaba muy contento ya que la televisión Andorrana le dio la oportunidad. La canción elegida, Marxaré, fue incluida en su segundo álbum "Eurosceptic".

## Discografía

### Singles
| Año  | Sencillo             | Posición | Posición | Posición | Posición |
| Año  | Sencillo             | UK       | AT       | ES       | RU       |
| ---- | -------------------- | -------- | -------- | -------- | -------- |
| 2006 | "It's Unconditional" | 41       | 14       | -        | 22       |
| 2008 | "Rasputin"           | 69       | -        | 35       | -        |
| 2009 | "I'm Not Afraid"     | 8        | -        | -        | 7        |
| 2011 | "State of Mind"      | -        | -        | -        | -        |

### Álbumes
| Año  | Sencillo                  | Posición | Posición | Posición |
| Año  | Sencillo                  | UK       | ES       | FR       |
| ---- | ------------------------- | -------- | -------- | -------- |
| 2006 | "What You Said To Me EP"  | 136      | -        | -        |
| 2008 | "New 80s Musik"           | 85       | 64       | 99       |
| 2009 | "Eurosceptic"             | 85       | -        | -        |
| 2011 | "Everything I Want To Be" | 142      | -        | -        |